# Arquidiócesis de Huambo
La arquidiócesis de Huambo (en latín: Archidioecesis Huambensis y en portugués: Arquidiocese de Huambo) es una circunscripción eclesiástica de la Iglesia católica en Angola. Se trata de una arquidiócesis latina, sede metropolitana de la provincia eclesiástica de Huambo. Desde el 1 de octubre de 2018 su arzobispo es Zeferino Zeca Martins, de los Misioneros del Verbo Divino.

## Territorio y organización
La arquidiócesis tiene 34 270 km² y extiende su jurisdicción sobre los fieles católicos de rito latino residentes en la provincia de Huambo.
La sede de la arquidiócesis se encuentra en la ciudad de Huambo (llamada Nueva Lisboa hasta 1975), en donde se halla la Catedral de Nuestra Señora de la Concepción. 
La arquidiócesis tiene como sufragáneas a las diócesis de: Benguela, Ganda y Kuito-Bié.
En 2021 en la arquidiócesis existían 50 parroquias.

## Historia
La diócesis de Nova Lisboa fue erigida el 4 de septiembre de 1940 con la bula Sollemnibus Conventionibus del papa Pío XII, obteniendo el territorio de la diócesis de Angola y Congo (hoy arquidiócesis de Luanda) y de la prefectura apostólica de Cubango que fue simultáneamente suprimida.
El 27 de julio de 1955 cedió una porción de su territorio para la erección de la diócesis de Sá da Bandeira (hoy arquidiócesis de Lubango) mediante la bula Ad Christi evangelium del papa Pío XII.
El 6 de junio de 1970 cedió una porción de su territorio para la erección de la diócesis de Benguela mediante la bula Omnimode solliciti del papa Pablo VI.
El 10 de agosto de 1975 cedió otra porción de territorio para la erección de la diócesis de Serpa Pinto (hoy diócesis de Menongue) mediante la bula Qui pro supremi del papa Pablo VI.
El 3 de febrero de 1977, a raíz de la bula Qui divino consilio del papa Pablo VI, fue elevada al rango de arquidiócesis metropolitana y asumió el nombre de arquidiócesis de Huambo.
El 1 de agosto de 2024 agregó como sufragánea a la erecta ese día diócesis de Ganda.

## Estadísticas
Según el Anuario Pontificio 2022 la arquidiócesis tenía a fines de 2021 un total de 1 208 750 fieles bautizados.
| Año                                                                             | Población            | Población | Población      | Sacerdotes | Sacerdotes    | Sacerdotes    | Bautizados por sacerdote | Diáconos permanentes | Religiosos | Religiosos | Parroquias |
| Año                                                                             | Bautizados católicos | Total     | % de católicos | Total      | Clero secular | Clero regular | Bautizados por sacerdote | Diáconos permanentes | Varones    | Mujeres    | Parroquias |
| ------------------------------------------------------------------------------- | -------------------- | --------- | -------------- | ---------- | ------------- | ------------- | ------------------------ | -------------------- | ---------- | ---------- | ---------- |
| 1950                                                                            | 394 621              | 1 284 668 | 30.7           | 115        | 13            | 102           | 3431                     |                      | 114        | 98         | 37         |
| 1966                                                                            | 754 765              | 1 327 913 | 56.8           | 166        | 69            | 97            | 4546                     |                      | 145        | 185        | 59         |
| 1970                                                                            | 880 000              | 1 670 000 | 52.7           | 165        | 86            | 79            | 5333                     |                      | 136        | 204        | 29         |
| 1980                                                                            | 767 000              | 1 330 000 | 57.7           | 49         | 27            | 22            | 15 653                   |                      | 60         | 56         | 34         |
| 1990                                                                            | 1 088 004            | 1 750 000 | 62.2           | 53         | 30            | 23            | 20 528                   |                      | 102        | 134        | 55         |
| 1999                                                                            | 1 000                | 2 890 000 | 34.6           | 49         | 27            | 22            | 20 408                   |                      | 209        | 165        | 42         |
| 2000                                                                            | 1 290 000            | 2 336 211 | 55.2           | 53         | 32            | 21            | 24 339                   |                      | 174        | 156        | 20         |
| 2001                                                                            | 1 170 000            | 2 072 586 | 56.5           | 62         | 39            | 23            | 18 870                   |                      | 132        | 152        | 20         |
| 2002                                                                            | 1 119 590            | 2 012 180 | 55.6           | 67         | 41            | 26            | 16 710                   |                      | 114        | 158        | 20         |
| 2003                                                                            | 1 056 000            | 1 956 000 | 54.0           | 65         | 43            | 22            | 16 246                   |                      | 130        | 170        | 20         |
| 2004                                                                            | 1 120 000            | 1 956 000 | 57.3           | 71         | 51            | 20            | 15 774                   |                      | 119        | 173        | 42         |
| 2006                                                                            | 1 278 000            | 2 083 000 | 61.4           | 77         | 57            | 20            | 16 597                   |                      | 85         | 150        | 42         |
| 2013                                                                            | 1 552 000            | 2 530 000 | 61.3           | 95         | 74            | 21            | 16 336                   |                      | 99         | 179        | 43         |
| 2016                                                                            | 1 635 000            | 2 667 000 | 61.3           | 104        | 81            | 23            | 15 721                   |                      | 127        | 177        | 43         |
| 2019                                                                            | 1 137 010            | 2 019 555 | 56.3           | 116        | 88            | 28            | 9801                     |                      | 156        | 196        | 49         |
| 2021                                                                            | 1 208 750            | 2 147 370 | 56.3           | 130        | 98            | 32            | 9298                     |                      | 217        | 187        | 50         |
| Fuente: Catholic-Hierarchy, que a su vez toma los datos del Anuario Pontificio. |                      |           |                |            |               |               |                          |                      |            |            |            |

## Episcopologio

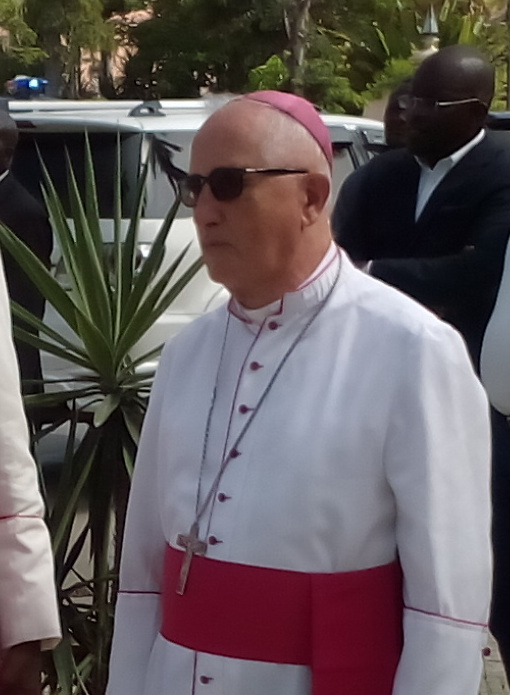
Arzobispo José de Queirós Alves

- Daniel Gomes Junqueira, C.S.Sp. † (28 de enero de 1941-29 de junio de 1970 falleció)
- Américo Henriques † (19 de febrero de 1972-13 de abril de 1976 renunció)
- Manuel Franklin da Costa † (3 de febrero de 1977-12 de septiembre de 1986 nombrado arzobispo de Lubango)
- Francisco Viti † (12 de septiembre de 1986-31 de julio de 2003 renunció)
- José de Queirós Alves, C.SS.R. (3 de mayo de 2004-1 de octubre de 2018 retirado)
- Zeferino Zeca Martins, S.V.D., desde el 1 de octubre de 2018